# Искровка (Кировоградская область)
И́скровка (укр. Іскрівка) — село в Петровской поселковой общине Александрийского района Кировоградской области Украины. Расположено на реке Ингулец при впадении в неё реки Жёлтая.
До 2020 года входило в Петровский район
Население по переписи 2001 года составляло 1137 человек. Телефонный код — 5237. Код КОАТУУ — 3524982901.